# Une sirène à Paris
Pour plus de détails, voir Fiche technique et Distribution.
Une sirène à Paris est en premier lieu un roman de Mathias Malzieu publié en 2019 par les éditions Albin Michel. Comme à son habitude, un album nommé Surprisier de son groupe Dionysos où il est le chanteur accompagne la lecture de son roman. Il a été récompensé par le prix babelio imaginaire de 2019.

C'est aussi un film fantastique français coécrit et réalisé par Mathias Malzieu, sorti en 2020 et adaptation cinématographique de son roman éponyme.

## Synopsis
À Paris, Gaspard est crooner dans une péniche-cabaret familiale nommée le Flowerburger, hérité de sa grand-mère et en faillite. Depuis une rupture sentimentale, il ne croit plus en l'amour. Un jour, lors de la crue de la Seine du 3 juin 2016, il se retrouve nez à nez avec une sirène inconsciente sur un quai. Il décide alors de l'emmener à l'hôpital, mais le médecin se retrouve hypnotisé par son chant et meurt. La femme de ce dernier, Milena, également médecin, décide de se venger de la sirène et part à sa poursuite. Étant donné que l'hôpital ne peut rien faire de plus, Gaspard emmène la sirène chez lui et l'allonge dans sa baignoire. Voyant une blessure sur sa nageoire, il lui fait un pansement. Le lendemain, revenue à elle, elle se présente sous le nom de Lula. Étonnée que Gaspard soit toujours vivant, car d'habitude tous les hommes qui entendent son chant meurent, elle lui demande de la ramener dans la Seine, chose que Gaspard refuse tant que sa blessure ne sera pas complètement soignée. Lorsqu'il la laisse chez lui avec un film pour aller au travail, elle reçoit la visite de Rossy, l'excentrique voisine de Gaspard. Mais en laissant tomber une cigarette qu'elle lui a donnée, Lula provoque un incendie qui manque de détruire tout l'immeuble.
Malgré cet événement, une complicité s'installe entre Lula et Gaspard, et ce dernier devient de plus en plus réticent à la laisser partir. Il décide de l'emmener au Flowerburger, où son père est ravi de l'accueillir, croyant qu'il a enfin trouvé l'amour. Lula raconte à Gaspard qu'un jour, sa mère s'est faite tuer par un marin et que depuis, elle ne fait plus confiance aux humains. Pour lui prouver son amour, il la conduit dans un aquarium de requins où il plonge pour nager en sa compagnie. Mais ne pouvant pas respirer sous l'eau, il boit la tasse. Alors que Lula et Gaspard sont recueillis par l'hôpital, la voisine, qui les a suivis, s'aperçoit que la docteur a l'intention de tuer Lula pour éviter qu'elle ne fasse d'autres victimes, après le décès de son collègue et amant. Après s'être déguisée en infirmière pour faire diversion, elle parvient à libérer les deux patients et Gaspard conduit Lula loin de Paris. Il parvient à la plonger dans une rivière et échappe une nouvelle fois à la noyade, voulant rester avec Lula, sauvé par Milena qui les avait poursuivis.
De retour chez lui, Gaspard reçoit de la part d'un biologiste de l'hôpital un flacon contenant des perles de chagrin de Lula, d'une valeur inestimable. Il décide alors de racheter le Flowerburger et partir sur les flots avec en espérant un jour retrouver sa chère et tendre.

## Fiche technique
Sauf indication contraire, les informations mentionnées dans cette section peuvent être confirmées par les bases de données cinématographiques IMDb et Unifrance,  présentes dans la section « Liens externes ».
- Titre original : Une sirène à Paris
- Réalisation : Mathias Malzieu
- Scénario : Stéphane Landowski et Mathias Malzieu, d'après le roman Une sirène à Paris de Mathias Malzieu (2019)
- Musique : Dionysos et Olivier Daviaud
- Décors : André Fonsny
- Costumes : Claudine Tychon
- Photographie : Virginie Saint-Martin
- Montage : Thibault Hague
- Production : Sébastien Delloye, Grégoire Melin

Coproduction : Labina Mitevska
Production associée : Nicolas Bary et Nathanaël La Combe
- Sociétés de production : Overdrive Productions ; Kinology et Wonder Films (coproductions) ; SOFICA Manon 9 (en association avec)
- Société de distribution : EuropaCorp Distribution
- Budget : n/a
- Pays d'origine :  France
- Langue originale : français
- Format : couleur
- Genres : fantastique, drame
- Durée : 102 minutes
- Dates de sortie[1] :
  - Suisse romande : 6 mai 2020
  - France : 24 juin 2020

## Distribution
- Nicolas Duvauchelle : Gaspard
- Marilyn Lima : Lula
- Tchéky Karyo : Camille
- Rossy de Palma : Rossy
- Romane Bohringer : Milena
- Alexis Michalik : Victor
- Rodolphe Pauly : Henri
- Lola Bessis : la pin-up
- Lou Gala : la serveuse au Flowerburger
- Jeanne Arènes : la secrétaire
- Nicolas Ullmann : le client zazou
- Cali : le chef des pompiers
- Olivier Fontaine : le vieux pêcheur
- Mathias Malzieu : le chanteur de Dionysos (caméo)

## Production
Le tournage a lieu entre août et octobre 2019, à Paris et en Macédoine,.

## Accueil

### Critiques du roman
ActuaLitté le 13 février 2019 dit à propos du roman : "Et la magie tout entière peut opérer. D’une page à l’autre, Malzieu saupoudre avec largesse, une ambiance poético-graindefoliesque. Le récit devient magique dans une réalité où la réalité est distordue pour que n’apparaisse que la beauté de toute chose. Une beauté simple, puissante, qui déclenche des sourires d’enfance, ravit l’esprit, et dévoile une autre essence.  La vie de Surprisier n’est pas de tout repos, c’est une évidence, ça va sans dire ! Mais découvrir et héberger une sirène, voilà qui vous bouscule toute une existence, durablement. Splendide, du grand Malzieu." .

### Critiques du film
En France, le film obtient une note moyenne de 2,7⁄5 sur le site Allociné, qui recense vingt titres de presse.
La Croix n'est pas entièrement conquis : « Après le magnifique Mécanique du cœur, Mathias Malzieu revient avec un film un peu moins réussi mais continue à nous charmer ».
L'ambiance particulière de cette comédie romantique n'a pas convaincu chez Libération : « Avec sa poésie régressive et son esthétique en toc, Mathias Malzieu noie son sujet sous les sentiments sirupeux ».
C'est une déception pour Première qui écrit : "on se régalait d’avance de cette love story impossible entre un homme qui a souffert d’avoir trop aimé et une créature qui n’a jamais connu l’amour». Mais la prise de vues réelles empêche le spectateur de s'immerger totalement dans le film et son ambiance «étriquée». Thierry Cheze se prend à rêver de «plus de fantasque pour renforcer une émotion indéniablement présente»".